# Pussy
Pussy er en lille landsby i den franske kommune La Léchère i departementet Savoie, som ligger tæt på Moûtiers.
Landsbyen ligger tæt på floden Isère, og byen dækker et areal på 18 km². Den lokale kirke er indviet til Johannes Døberen og blev genopbygget i 1669.
Befolkningstallet blev i 1561 optalt til at være 1455 personer. Der var 548 personer i 1776 og 276 personer i 1979.
Pussy og andre små landsbyer blev indlemmet i komunen La Léchère i 1972.